# Stigande peon
Stigande peon är en stigande versfot som består av fyra stavelser, det vill säga tre obetonade följda av en betonad, till exempel astronomi eller kalabalik. Se även fallande peon.